# Nuevo rico, nuevo pobre (telenovela de 2025)
Nuevo rico, nuevo pobre es una telenovela colombiana del 2025, producida por Caracol Televisión. Es un remake de la telenovela homónima que fue emitida entre 2007 y 2008.
Está protagonizada por Lina Tejeiro, Juan Manuel Guilera y Variel Sánchez, con las participaciones antagónicas de Laura Barjum y Ricardo Mejía. Se estrenó el 10 de febrero de 2025 por Caracol Televisión y finalizó el 14 de mayo de 2025.

## Sinopsis
La historia comienza 30 años antes cuando, en un hospital de un pueblo llamado San Francisco, dan a luz dos mujeres de distintas familias. Por error, una enfermera llamada Lucero Molina, quien se presenta a trabajar en estado de embriaguez, intercambia a los recién nacidos de ambas parejas. La familia Ferreira se lleva a Andrés Galindo Romero, mientras que la familia Galindo se lleva a Brayan Ferreira Mancera.

## Reparto
- Lina Tejeiro como Rosmery Pelaez Ortiz
- Juan Manuel Guilera como Andrés Ferreira Mancera / Andrés Galindo Romero
- Variel Sánchez como Brayan Leonidas Galindo Romero / Brayan Leonidas Ferreira Mancera / Bernardo Ferreira
- Laura Barjum como Fernanda Sanmiguel Puchana
- Ricardo Mejía como Mateo López Ferreira
- Marcela Agudelo como Antonia Mancera Vda de Ferreira
- John Alex Toro como Leonidas Galindo
- Julián Caicedo como Fidel Ernesto Pelaez Ortiz "El Gordo"
- Laura Taylor como Ingrid Pelaez Ortiz
- Martha Restrepo como Maritza Juliana Buenahora
- Cristian Villamil como Miller Anselmo Afanador Carranza
- Clary Borja como Lizeth Tatiana Rubio
- Diego Vélez como Anselmo Afanador
- Néstor Alfonso Rojas como Hugo Castro
- Álvaro Bayona como Julio Ernesto Landázuri Flores
- Orlando Valenzuela como Herminson Yepes
- Walter Luengas como Orlando Araújo
- Milton López como Edmundo González
- Fernando Lara como Abelardo Torres
- Edward Rojas como Mauricio "Mao" Pineda
- Michelle Rouillard como Paulina Carrillo
- Evan Sudarsky como Esteban Carrillo
- Claudia Arciniegas como Nury
- Giancarlo Mendoza como Detective Marrón
- Gerardo Calero como Emilio De La Iglesia
- Michelle Gutty como Adi
- Juan David Galindo como Doctor Rayo
- Camila Navarro como Abogada Trujillo
- Alexander Betancour como Héctor Cifuentes
- Rodrigo Celis como Escolta de Edmundo González
- Camilo Calvo como Osorio
- Camilo Alberto Mejía Zarate como Raúl Padilla
- Diana Parra como Juez del Juzgado Chanda
- Coffe como el perro chanda